# Večpredstavnost
Večpredstavnost  ali multimedia je vsebina prikazana v različnih tehnikah. Za prikaz se lahko istočasno uporabi besedilo, zvočne in video posnetke, animacije in sodejni prikaz.
Obseg večpredstavnosti se povečuje s pojavom novih medijev, predvsem z razvojem računalniške tehnologije, in se uporablja na različnih področjih. V umetnosti; na predstavah, razstavah, v videoprodukciji, v animaciji, na glasbenih dogodkih ali posnetkih. V izobraževanju, kjer se predavanja dopolnjujejo s slikovnim gradivom in posnetki, nove tehnologije pa s simulacijami omogočajo dodatno izpopolnjevanje. Večpredstavnost je odločilno vplivala tudi na razvoj oglaševanja in trženja, posebno z razvojem družbenih omrežij, video spletišč, in spletnikov.